# Bắc Yên (Thập lục quốc)
Bắc Yên (chữ Hán: 北燕) là một quốc gia trong thời đại Ngũ Hồ thập lục quốc trong lịch sử Trung Hoa. Đây là một trong số ít các quốc gia do người Hán thành lập nhưng vẫn được tính vào 16 nước Ngũ Hồ. Quốc gia này tồn tại từ năm 407 đến năm 436.

## Lịch sử

### Cao Vân
Sau đại bại ở trận Phì Thủy trước quân Đông Tấn, nước Tiền Tần vốn đã thống nhất miền Bắc Trung Quốc bị tan rã nhanh chóng. Một loạt nước Hậu Yên, Hậu Tần, Tây Yên, Hậu Lương, Tây Tần ra đời.
Sau khi Tiền Tần mất, Hậu Yên lớn mạnh không được lâu, lại bị Bắc Ngụy của Thác Bạt Khuê đánh xuống. Vua khai quốc Hậu Yên là Mộ Dung Thùy tuy tạm chặn được bước tiến của quân Ngụy nhưng không lâu sau chết vì già yếu (396). Vua kế tục Mộ Dung Bảo không chống nổi Bắc Ngụy, phải bỏ chạy lên Long Thành ở phía đông bắc, là đất căn bản khi dựng nước của họ Mộ Dung thời kỳ đầu (Mộ Dung Ngỗi lập ra nước Tiền Yên). Trong thời điểm nguy cấp đó, nội bộ Hậu Yên lại chia rẽ giết hại lẫn nhau. Mộ Dung Bảo bị giết (398), không lâu sau, con Bảo là Mộ Dung Thịnh dẹp được loạn lên ngôi lại bị giết (401), em Thịnh là Mộ Dung Hy trấn áp loạn quân lên thay.
Hậu Yên nhỏ bé tiếp tục loạn lạc. Mộ Dung Hy trong xây cất nhiều cung thất, ngoài mang quân lấn chiếm Cao Câu Ly và Khiết Đan. Năm 407, tướng người Hán Phùng Bạt đắc tội với Mộ Dung Hy vốn đã bỏ trốn, sau đó cùng em là Phùng Tố Phất lẻn vào Long Thành, tôn con nuôi Mộ Dung Bảo là Tướng quân Mộ Dung Vân - vốn tên Cao Vân - làm chủ để khởi binh.
Quân Phùng Bạt giết chết Hy. Mộ Dung Vân được tôn lên thay. Có tài liệu coi việc Mộ Dung Hy bị giết là kết thúc nhà Hậu Yên và Mộ Dung Vân là vua đầu tiên của Bắc Yên nhưng có tài liệu khác lại coi Vân là vua cuối cùng của nhà Hậu Yên.

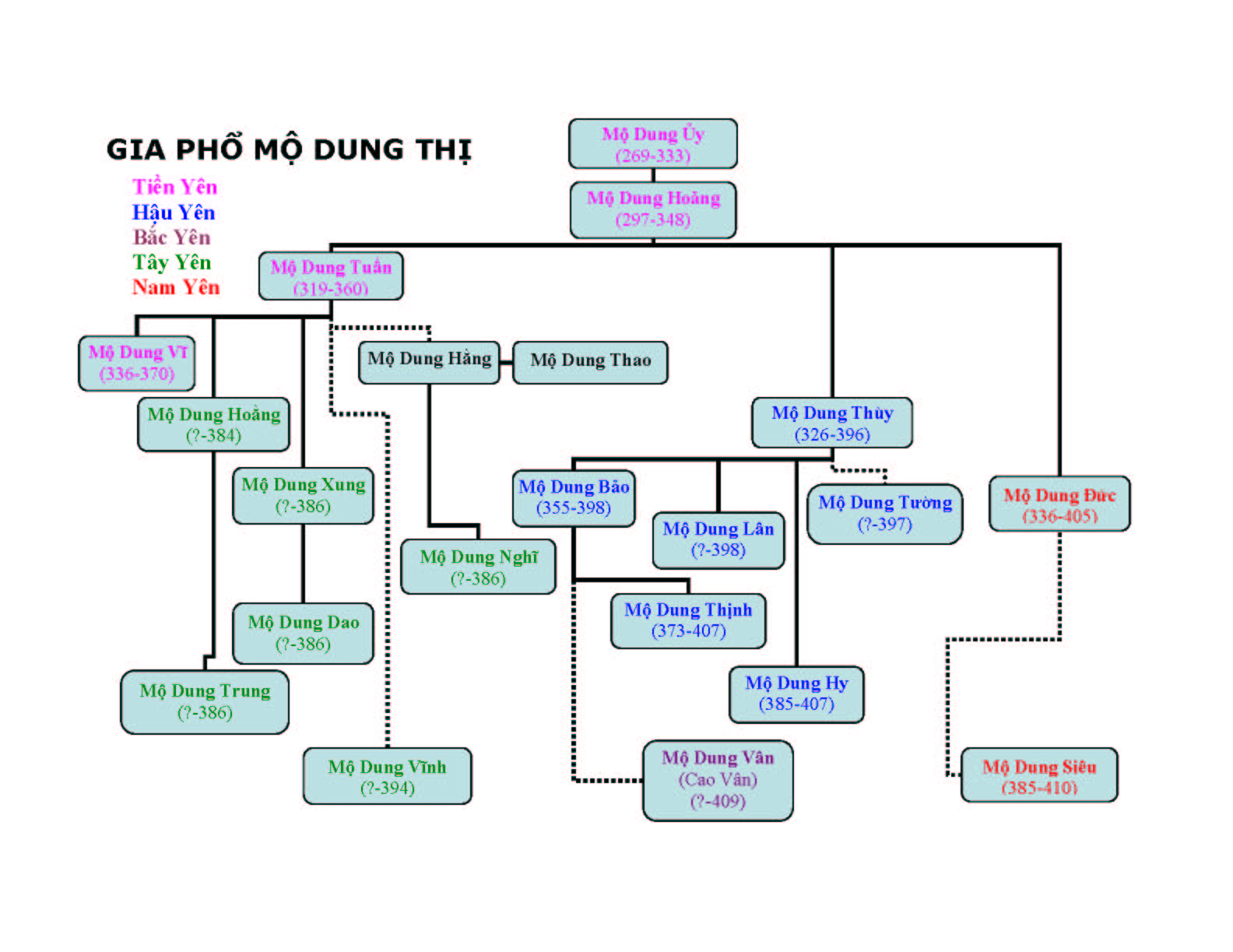
Mối liên hệ của các triều Yên quốc Mộ Dung

Trên thực tế, cương thổ của Bắc Yên nằm trên chính đất Hậu Yên từ thời Mộ Dung Bảo trở đi (thu hẹp về góc đông bắc).
Mộ Dung Vân lên ngôi, đổi lại họ cũ là Cao Vân. Cao Vân tàn bạo giết hại nhiều người. Năm 409, Vân bị vệ sĩ là Cầm Ban và Đào Nhân giết chết.

### Anh em họ Phùng
Phùng Bạt lại cầm quân dẹp phản loạn, giết Ban và Nhân rồi tự xưng Thiên vương, tức là Bắc Yên Văn Thành Đế. Thực chất ông là người sáng lập ra nhà Bắc Yên.
Long Thành chỉ trong 11 năm (398-409) liên tiếp có 4 vua bị phản quân giết chết và cả bốn lần phản quân đều bị tiêu diệt.
Phùng Bạt là nhà cai trị khoan hòa. Sau khi lên ngôi, ông bỏ nhiều thuế khoá nặng nề từ thời Mộ Dung Hy, do đó nước Bắc Yên khá yên ổn trong hơn trong 20 năm.
Năm 430, Phùng Bạt ốm nặng, em ông Phùng Hoằng mang quân vào cung giết chết các con ông. Phùng Bạt hoảng sợ mà chết. Phùng Hoằng lên thay, tức là Chiêu Thành Đế.
Năm 436, Vua Ngụy là Thái Vũ Đế Thác Bạt Đào mang quân đánh Bắc Yên. Phùng Hoằng yếu thế không chống nổi, bỏ chạy sang Cao Câu Ly. Tới năm 438, ông bị người Cao Câu Ly giết. Nước Bắc Yên mất.
Tính từ Cao Vân tới Phùng Hoằng, nước Bắc Yên tồn tại 30 năm (407-436), có 3 đời vua.

## Các vua Bắc Yên
|                                           |                                           |                                           |                                           |                                           |                                           |  |  |                                                      |                                                      |                                                      |                                                      |                                                      |                                                      |  |  |                                           |                                           |                                           |                                           |                                           |                                           | nhận nuôi |  |                                      |                                      |                                      |                                      |                                      |                                      |  |  |                                                       |                                                       |                                                       |                                                       |                                                       |                                                       |  |  |                                     |                                     |                                     |                                     |                                     |                                     |  |  |                                                   |                                           |                                           |                                           |                                           |                                           |  |  |                                              |                                              |                                              |                                              |                                              |                                              |  |  |                                   |                                   |                                   |                                   |                                   |                                   |  |  |                                          |                                          |                                          |                                          |                                          |                                          |  |  |                                             |                                             |                                             |                                             |                                             |                                             |  |  |                                        |                                        |                                        |                                        |                                        |                                        |  |  |  |  |  |  |  |  |  |  |  |  |  |  |  |  |  |  |  |  |  |  |  |  |  |  |
|                                           |                                           |                                           |                                           |                                           |                                           |  |  |                                                      |                                                      |                                                      |                                                      |                                                      |                                                      |  |  |                                           |                                           |                                           |                                           |                                           |                                           |           |  |                                      |                                      |                                      |                                      |                                      |                                      |  |  | Mạc Hộ Bạt ?-220-245                                  |                                                       |                                                       |                                                       |                                                       |                                                       |  |  |                                     |                                     |                                     |                                     |                                     |                                     |  |  |                                                   |                                           |                                           |                                           |                                           |                                           |  |  |                                              |                                              |                                              |                                              |                                              |                                              |  |  |                                   |                                   |                                   |                                   |                                   |                                   |  |  |                                          |                                          |                                          |                                          |                                          |                                          |  |  |                                             |                                             |                                             |                                             |                                             |                                             |  |  |                                        |                                        |                                        |                                        |                                        |                                        |  |  |  |  |  |  |  |  |  |  |  |  |  |  |  |  |  |  |  |  |  |  |  |  |  |  |
|                                           |                                           |                                           |                                           |                                           |                                           |  |  |                                                      |                                                      |                                                      |                                                      |                                                      |                                                      |  |  |                                           |                                           |                                           |                                           |                                           |                                           |           |  |                                      |                                      |                                      |                                      |                                      |                                      |  |  |                                                       |                                                       |                                                       |                                                       |                                                       |                                                       |  |  |                                     |                                     |                                     |                                     |                                     |                                     |  |  |                                                   |                                           |                                           |                                           |                                           |                                           |  |  |                                              |                                              |                                              |                                              |                                              |                                              |  |  |                                   |                                   |                                   |                                   |                                   |                                   |  |  |                                          |                                          |                                          |                                          |                                          |                                          |  |  |                                             |                                             |                                             |                                             |                                             |                                             |  |  |                                        |                                        |                                        |                                        |                                        |                                        |  |  |  |  |  |  |  |  |  |  |  |  |  |  |  |  |  |  |  |  |  |  |  |  |  |  |
|                                           |                                           |                                           |                                           |                                           |                                           |  |  |                                                      |                                                      |                                                      |                                                      |                                                      |                                                      |  |  |                                           |                                           |                                           |                                           |                                           |                                           |           |  |                                      |                                      |                                      |                                      |                                      |                                      |  |  | Mộ Dung Mộc Diên ?-245-271                            |                                                       |                                                       |                                                       |                                                       |                                                       |  |  |                                     |                                     |                                     |                                     |                                     |                                     |  |  |                                                   |                                           |                                           |                                           |                                           |                                           |  |  |                                              |                                              |                                              |                                              |                                              |                                              |  |  |                                   |                                   |                                   |                                   |                                   |                                   |  |  |                                          |                                          |                                          |                                          |                                          |                                          |  |  |                                             |                                             |                                             |                                             |                                             |                                             |  |  |                                        |                                        |                                        |                                        |                                        |                                        |  |  |  |  |  |  |  |  |  |  |  |  |  |  |  |  |  |  |  |  |  |  |  |  |  |  |
|                                           |                                           |                                           |                                           |                                           |                                           |  |  |                                                      |                                                      |                                                      |                                                      |                                                      |                                                      |  |  |                                           |                                           |                                           |                                           |                                           |                                           |           |  |                                      |                                      |                                      |                                      |                                      |                                      |  |  |                                                       |                                                       |                                                       |                                                       |                                                       |                                                       |  |  |                                     |                                     |                                     |                                     |                                     |                                     |  |  |                                                   |                                           |                                           |                                           |                                           |                                           |  |  |                                              |                                              |                                              |                                              |                                              |                                              |  |  |                                   |                                   |                                   |                                   |                                   |                                   |  |  |                                          |                                          |                                          |                                          |                                          |                                          |  |  |                                             |                                             |                                             |                                             |                                             |                                             |  |  |                                        |                                        |                                        |                                        |                                        |                                        |  |  |  |  |  |  |  |  |  |  |  |  |  |  |  |  |  |  |  |  |  |  |  |  |  |  |
|                                           |                                           |                                           |                                           |                                           |                                           |  |  |                                                      |                                                      |                                                      |                                                      |                                                      |                                                      |  |  |                                           |                                           |                                           |                                           |                                           |                                           |           |  |                                      |                                      |                                      |                                      |                                      |                                      |  |  |                                                       |                                                       |                                                       |                                                       |                                                       |                                                       |  |  |                                     |                                     |                                     |                                     |                                     |                                     |  |  |                                                   |                                           |                                           |                                           |                                           |                                           |  |  |                                              |                                              |                                              |                                              |                                              |                                              |  |  |                                   |                                   |                                   |                                   |                                   |                                   |  |  |                                          |                                          |                                          |                                          |                                          |                                          |  |  |                                             |                                             |                                             |                                             |                                             |                                             |  |  |                                        |                                        |                                        |                                        |                                        |                                        |  |  |  |  |  |  |  |  |  |  |  |  |  |  |  |  |  |  |  |  |  |  |  |  |  |  |
|                                           |                                           |                                           |                                           |                                           |                                           |  |  |                                                      |                                                      |                                                      |                                                      |                                                      |                                                      |  |  |                                           |                                           |                                           |                                           |                                           |                                           |           |  |                                      |                                      |                                      |                                      |                                      |                                      |  |  | Mộ Dung Thiệp Quy ?-271-283                           | Mộ Dung Thiệp Quy ?-271-283                           | Mộ Dung Thiệp Quy ?-271-283                           | Mộ Dung Thiệp Quy ?-271-283                           | Mộ Dung Thiệp Quy ?-271-283                           | Mộ Dung Thiệp Quy ?-271-283                           |  |  | Mộ Dung San ?-283-285               | Mộ Dung San ?-283-285               | Mộ Dung San ?-283-285               | Mộ Dung San ?-283-285               | Mộ Dung San ?-283-285               | Mộ Dung San ?-283-285               |  |  |                                                   |                                           |                                           |                                           |                                           |                                           |  |  |                                              |                                              |                                              |                                              |                                              |                                              |  |  |                                   |                                   |                                   |                                   |                                   |                                   |  |  |                                          |                                          |                                          |                                          |                                          |                                          |  |  |                                             |                                             |                                             |                                             |                                             |                                             |  |  |                                        |                                        |                                        |                                        |                                        |                                        |  |  |  |  |  |  |  |  |  |  |  |  |  |  |  |  |  |  |  |  |  |  |  |  |  |  |
|                                           |                                           |                                           |                                           |                                           |                                           |  |  |                                                      |                                                      |                                                      |                                                      |                                                      |                                                      |  |  |                                           |                                           |                                           |                                           |                                           |                                           |           |  |                                      |                                      |                                      |                                      |                                      |                                      |  |  | Mộ Dung Thiệp Quy ?-271-283                           | Mộ Dung Thiệp Quy ?-271-283                           | Mộ Dung Thiệp Quy ?-271-283                           | Mộ Dung Thiệp Quy ?-271-283                           | Mộ Dung Thiệp Quy ?-271-283                           | Mộ Dung Thiệp Quy ?-271-283                           |  |  | Mộ Dung San ?-283-285               | Mộ Dung San ?-283-285               | Mộ Dung San ?-283-285               | Mộ Dung San ?-283-285               | Mộ Dung San ?-283-285               | Mộ Dung San ?-283-285               |  |  |                                                   |                                           |                                           |                                           |                                           |                                           |  |  |                                              |                                              |                                              |                                              |                                              |                                              |  |  |                                   |                                   |                                   |                                   |                                   |                                   |  |  |                                          |                                          |                                          |                                          |                                          |                                          |  |  |                                             |                                             |                                             |                                             |                                             |                                             |  |  |                                        |                                        |                                        |                                        |                                        |                                        |  |  |  |  |  |  |  |  |  |  |  |  |  |  |  |  |  |  |  |  |  |  |  |  |  |  |
|                                           |                                           |                                           |                                           |                                           |                                           |  |  |                                                      |                                                      |                                                      |                                                      |                                                      |                                                      |  |  |                                           |                                           |                                           |                                           |                                           |                                           |           |  |                                      |                                      |                                      |                                      |                                      |                                      |  |  |                                                       |                                                       |                                                       |                                                       |                                                       |                                                       |  |  |                                     |                                     |                                     |                                     |                                     |                                     |  |  |                                                   |                                           |                                           |                                           |                                           |                                           |  |  |                                              |                                              |                                              |                                              |                                              |                                              |  |  |                                   |                                   |                                   |                                   |                                   |                                   |  |  |                                          |                                          |                                          |                                          |                                          |                                          |  |  |                                             |                                             |                                             |                                             |                                             |                                             |  |  |                                        |                                        |                                        |                                        |                                        |                                        |  |  |  |  |  |  |  |  |  |  |  |  |  |  |  |  |  |  |  |  |  |  |  |  |  |  |
|                                           |                                           |                                           |                                           |                                           |                                           |  |  |                                                      |                                                      |                                                      |                                                      |                                                      |                                                      |  |  |                                           |                                           |                                           |                                           |                                           |                                           |           |  | Mộ Dung Thổ Dục Hồn ?-k.317          | Mộ Dung Thổ Dục Hồn ?-k.317          | Mộ Dung Thổ Dục Hồn ?-k.317          | Mộ Dung Thổ Dục Hồn ?-k.317          | Mộ Dung Thổ Dục Hồn ?-k.317          | Mộ Dung Thổ Dục Hồn ?-k.317          |  |  | Yên Vũ Tuyên Đế Mộ Dung Hối 269-307-333               | Yên Vũ Tuyên Đế Mộ Dung Hối 269-307-333               | Yên Vũ Tuyên Đế Mộ Dung Hối 269-307-333               | Yên Vũ Tuyên Đế Mộ Dung Hối 269-307-333               | Yên Vũ Tuyên Đế Mộ Dung Hối 269-307-333               | Yên Vũ Tuyên Đế Mộ Dung Hối 269-307-333               |  |  |                                     |                                     |                                     |                                     |                                     |                                     |  |  |                                                   |                                           |                                           |                                           |                                           |                                           |  |  |                                              |                                              |                                              |                                              |                                              |                                              |  |  |                                   |                                   |                                   |                                   |                                   |                                   |  |  |                                          |                                          |                                          |                                          |                                          |                                          |  |  |                                             |                                             |                                             |                                             |                                             |                                             |  |  | Tây Bình công Mộ Dung Vận              | Tây Bình công Mộ Dung Vận              | Tây Bình công Mộ Dung Vận              | Tây Bình công Mộ Dung Vận              | Tây Bình công Mộ Dung Vận              | Tây Bình công Mộ Dung Vận              |  |  |  |  |  |  |  |  |  |  |  |  |  |  |  |  |  |  |  |  |  |  |  |  |  |  |
|                                           |                                           |                                           |                                           |                                           |                                           |  |  |                                                      |                                                      |                                                      |                                                      |                                                      |                                                      |  |  |                                           |                                           |                                           |                                           |                                           |                                           |           |  | Mộ Dung Thổ Dục Hồn ?-k.317          | Mộ Dung Thổ Dục Hồn ?-k.317          | Mộ Dung Thổ Dục Hồn ?-k.317          | Mộ Dung Thổ Dục Hồn ?-k.317          | Mộ Dung Thổ Dục Hồn ?-k.317          | Mộ Dung Thổ Dục Hồn ?-k.317          |  |  | Yên Vũ Tuyên Đế Mộ Dung Hối 269-307-333               | Yên Vũ Tuyên Đế Mộ Dung Hối 269-307-333               | Yên Vũ Tuyên Đế Mộ Dung Hối 269-307-333               | Yên Vũ Tuyên Đế Mộ Dung Hối 269-307-333               | Yên Vũ Tuyên Đế Mộ Dung Hối 269-307-333               | Yên Vũ Tuyên Đế Mộ Dung Hối 269-307-333               |  |  |                                     |                                     |                                     |                                     |                                     |                                     |  |  |                                                   |                                           |                                           |                                           |                                           |                                           |  |  |                                              |                                              |                                              |                                              |                                              |                                              |  |  |                                   |                                   |                                   |                                   |                                   |                                   |  |  |                                          |                                          |                                          |                                          |                                          |                                          |  |  |                                             |                                             |                                             |                                             |                                             |                                             |  |  | Tây Bình công Mộ Dung Vận              | Tây Bình công Mộ Dung Vận              | Tây Bình công Mộ Dung Vận              | Tây Bình công Mộ Dung Vận              | Tây Bình công Mộ Dung Vận              | Tây Bình công Mộ Dung Vận              |  |  |  |  |  |  |  |  |  |  |  |  |  |  |  |  |  |  |  |  |  |  |  |  |  |  |
|                                           |                                           |                                           |                                           |                                           |                                           |  |  |                                                      |                                                      |                                                      |                                                      |                                                      |                                                      |  |  |                                           |                                           |                                           |                                           |                                           |                                           |           |  |                                      |                                      |                                      |                                      |                                      |                                      |  |  | 1(Tiền) Yên Văn Minh Đế Mộ Dung Hoảng 297-333-307-348 | 1(Tiền) Yên Văn Minh Đế Mộ Dung Hoảng 297-333-307-348 | 1(Tiền) Yên Văn Minh Đế Mộ Dung Hoảng 297-333-307-348 | 1(Tiền) Yên Văn Minh Đế Mộ Dung Hoảng 297-333-307-348 | 1(Tiền) Yên Văn Minh Đế Mộ Dung Hoảng 297-333-307-348 | 1(Tiền) Yên Văn Minh Đế Mộ Dung Hoảng 297-333-307-348 |  |  |                                     |                                     |                                     |                                     |                                     |                                     |  |  |                                                   |                                           |                                           |                                           |                                           |                                           |  |  |                                              |                                              |                                              |                                              |                                              |                                              |  |  |                                   |                                   |                                   |                                   |                                   |                                   |  |  |                                          |                                          |                                          |                                          |                                          |                                          |  |  |                                             |                                             |                                             |                                             |                                             |                                             |  |  | □                                      | □                                      | □                                      | □                                      | □                                      | □                                      |  |  |  |  |  |  |  |  |  |  |  |  |  |  |  |  |  |  |  |  |  |  |  |  |  |  |
|                                           |                                           |                                           |                                           |                                           |                                           |  |  |                                                      |                                                      |                                                      |                                                      |                                                      |                                                      |  |  |                                           |                                           |                                           |                                           |                                           |                                           |           |  |                                      |                                      |                                      |                                      |                                      |                                      |  |  | 1(Tiền) Yên Văn Minh Đế Mộ Dung Hoảng 297-333-307-348 | 1(Tiền) Yên Văn Minh Đế Mộ Dung Hoảng 297-333-307-348 | 1(Tiền) Yên Văn Minh Đế Mộ Dung Hoảng 297-333-307-348 | 1(Tiền) Yên Văn Minh Đế Mộ Dung Hoảng 297-333-307-348 | 1(Tiền) Yên Văn Minh Đế Mộ Dung Hoảng 297-333-307-348 | 1(Tiền) Yên Văn Minh Đế Mộ Dung Hoảng 297-333-307-348 |  |  |                                     |                                     |                                     |                                     |                                     |                                     |  |  |                                                   |                                           |                                           |                                           |                                           |                                           |  |  |                                              |                                              |                                              |                                              |                                              |                                              |  |  |                                   |                                   |                                   |                                   |                                   |                                   |  |  |                                          |                                          |                                          |                                          |                                          |                                          |  |  |                                             |                                             |                                             |                                             |                                             |                                             |  |  | □                                      | □                                      | □                                      | □                                      | □                                      | □                                      |  |  |  |  |  |  |  |  |  |  |  |  |  |  |  |  |  |  |  |  |  |  |  |  |  |  |
|                                           |                                           |                                           |                                           |                                           |                                           |  |  |                                                      |                                                      |                                                      |                                                      |                                                      |                                                      |  |  |                                           |                                           |                                           |                                           |                                           |                                           |           |  |                                      |                                      |                                      |                                      |                                      |                                      |  |  |                                                       |                                                       |                                                       |                                                       |                                                       |                                                       |  |  |                                     |                                     |                                     |                                     |                                     |                                     |  |  |                                                   |                                           |                                           |                                           |                                           |                                           |  |  |                                              |                                              |                                              |                                              |                                              |                                              |  |  |                                   |                                   |                                   |                                   |                                   |                                   |  |  |                                          |                                          |                                          |                                          |                                          |                                          |  |  |                                             |                                             |                                             |                                             |                                             |                                             |  |  |                                        |                                        |                                        |                                        |                                        |                                        |  |  |  |  |  |  |  |  |  |  |  |  |  |  |  |  |  |  |  |  |  |  |  |  |  |  |
|                                           |                                           |                                           |                                           |                                           |                                           |  |  | 2Tiền Yên Cảnh Chiêu Đế Mộ Dung Tuấn 319-348-353-360 | 2Tiền Yên Cảnh Chiêu Đế Mộ Dung Tuấn 319-348-353-360 | 2Tiền Yên Cảnh Chiêu Đế Mộ Dung Tuấn 319-348-353-360 | 2Tiền Yên Cảnh Chiêu Đế Mộ Dung Tuấn 319-348-353-360 | 2Tiền Yên Cảnh Chiêu Đế Mộ Dung Tuấn 319-348-353-360 | 2Tiền Yên Cảnh Chiêu Đế Mộ Dung Tuấn 319-348-353-360 |  |  | Thái Nguyên Hoàn Vương Mộ Dung Khác ?-367 | Thái Nguyên Hoàn Vương Mộ Dung Khác ?-367 | Thái Nguyên Hoàn Vương Mộ Dung Khác ?-367 | Thái Nguyên Hoàn Vương Mộ Dung Khác ?-367 | Thái Nguyên Hoàn Vương Mộ Dung Khác ?-367 | Thái Nguyên Hoàn Vương Mộ Dung Khác ?-367 |           |  |                                      |                                      |                                      |                                      |                                      |                                      |  |  | 1Hậu Yên Thành Vũ Đế Mộ Dung Thùy 326-384-396         | 1Hậu Yên Thành Vũ Đế Mộ Dung Thùy 326-384-396         | 1Hậu Yên Thành Vũ Đế Mộ Dung Thùy 326-384-396         | 1Hậu Yên Thành Vũ Đế Mộ Dung Thùy 326-384-396         | 1Hậu Yên Thành Vũ Đế Mộ Dung Thùy 326-384-396         | 1Hậu Yên Thành Vũ Đế Mộ Dung Thùy 326-384-396         |  |  |                                     |                                     |                                     |                                     |                                     |                                     |  |  |                                                   |                                           |                                           |                                           |                                           |                                           |  |  |                                              |                                              |                                              |                                              |                                              |                                              |  |  | Nghi Đô Vương Mộ Dung Hoàn ?-373  | Nghi Đô Vương Mộ Dung Hoàn ?-373  | Nghi Đô Vương Mộ Dung Hoàn ?-373  | Nghi Đô Vương Mộ Dung Hoàn ?-373  | Nghi Đô Vương Mộ Dung Hoàn ?-373  | Nghi Đô Vương Mộ Dung Hoàn ?-373  |  |  | Nam Yên Mục Đế Mộ Dung Nạp ?-385         | Nam Yên Mục Đế Mộ Dung Nạp ?-385         | Nam Yên Mục Đế Mộ Dung Nạp ?-385         | Nam Yên Mục Đế Mộ Dung Nạp ?-385         | Nam Yên Mục Đế Mộ Dung Nạp ?-385         | Nam Yên Mục Đế Mộ Dung Nạp ?-385         |  |  | 1Nam Yên Hiến Vũ Đế Mộ Dung Đức 336-398-405 | 1Nam Yên Hiến Vũ Đế Mộ Dung Đức 336-398-405 | 1Nam Yên Hiến Vũ Đế Mộ Dung Đức 336-398-405 | 1Nam Yên Hiến Vũ Đế Mộ Dung Đức 336-398-405 | 1Nam Yên Hiến Vũ Đế Mộ Dung Đức 336-398-405 | 1Nam Yên Hiến Vũ Đế Mộ Dung Đức 336-398-405 |  |  | 6Tây Yên Mạt Đế Mộ Dung Vĩnh ?-386-394 | 6Tây Yên Mạt Đế Mộ Dung Vĩnh ?-386-394 | 6Tây Yên Mạt Đế Mộ Dung Vĩnh ?-386-394 | 6Tây Yên Mạt Đế Mộ Dung Vĩnh ?-386-394 | 6Tây Yên Mạt Đế Mộ Dung Vĩnh ?-386-394 | 6Tây Yên Mạt Đế Mộ Dung Vĩnh ?-386-394 |  |  |  |  |  |  |  |  |  |  |  |  |  |  |  |  |  |  |  |  |  |  |  |  |  |  |
|                                           |                                           |                                           |                                           |                                           |                                           |  |  | 2Tiền Yên Cảnh Chiêu Đế Mộ Dung Tuấn 319-348-353-360 | 2Tiền Yên Cảnh Chiêu Đế Mộ Dung Tuấn 319-348-353-360 | 2Tiền Yên Cảnh Chiêu Đế Mộ Dung Tuấn 319-348-353-360 | 2Tiền Yên Cảnh Chiêu Đế Mộ Dung Tuấn 319-348-353-360 | 2Tiền Yên Cảnh Chiêu Đế Mộ Dung Tuấn 319-348-353-360 | 2Tiền Yên Cảnh Chiêu Đế Mộ Dung Tuấn 319-348-353-360 |  |  | Thái Nguyên Hoàn Vương Mộ Dung Khác ?-367 | Thái Nguyên Hoàn Vương Mộ Dung Khác ?-367 | Thái Nguyên Hoàn Vương Mộ Dung Khác ?-367 | Thái Nguyên Hoàn Vương Mộ Dung Khác ?-367 | Thái Nguyên Hoàn Vương Mộ Dung Khác ?-367 | Thái Nguyên Hoàn Vương Mộ Dung Khác ?-367 |           |  |                                      |                                      |                                      |                                      |                                      |                                      |  |  | 1Hậu Yên Thành Vũ Đế Mộ Dung Thùy 326-384-396         | 1Hậu Yên Thành Vũ Đế Mộ Dung Thùy 326-384-396         | 1Hậu Yên Thành Vũ Đế Mộ Dung Thùy 326-384-396         | 1Hậu Yên Thành Vũ Đế Mộ Dung Thùy 326-384-396         | 1Hậu Yên Thành Vũ Đế Mộ Dung Thùy 326-384-396         | 1Hậu Yên Thành Vũ Đế Mộ Dung Thùy 326-384-396         |  |  |                                     |                                     |                                     |                                     |                                     |                                     |  |  |                                                   |                                           |                                           |                                           |                                           |                                           |  |  |                                              |                                              |                                              |                                              |                                              |                                              |  |  | Nghi Đô Vương Mộ Dung Hoàn ?-373  | Nghi Đô Vương Mộ Dung Hoàn ?-373  | Nghi Đô Vương Mộ Dung Hoàn ?-373  | Nghi Đô Vương Mộ Dung Hoàn ?-373  | Nghi Đô Vương Mộ Dung Hoàn ?-373  | Nghi Đô Vương Mộ Dung Hoàn ?-373  |  |  | Nam Yên Mục Đế Mộ Dung Nạp ?-385         | Nam Yên Mục Đế Mộ Dung Nạp ?-385         | Nam Yên Mục Đế Mộ Dung Nạp ?-385         | Nam Yên Mục Đế Mộ Dung Nạp ?-385         | Nam Yên Mục Đế Mộ Dung Nạp ?-385         | Nam Yên Mục Đế Mộ Dung Nạp ?-385         |  |  | 1Nam Yên Hiến Vũ Đế Mộ Dung Đức 336-398-405 | 1Nam Yên Hiến Vũ Đế Mộ Dung Đức 336-398-405 | 1Nam Yên Hiến Vũ Đế Mộ Dung Đức 336-398-405 | 1Nam Yên Hiến Vũ Đế Mộ Dung Đức 336-398-405 | 1Nam Yên Hiến Vũ Đế Mộ Dung Đức 336-398-405 | 1Nam Yên Hiến Vũ Đế Mộ Dung Đức 336-398-405 |  |  | 6Tây Yên Mạt Đế Mộ Dung Vĩnh ?-386-394 | 6Tây Yên Mạt Đế Mộ Dung Vĩnh ?-386-394 | 6Tây Yên Mạt Đế Mộ Dung Vĩnh ?-386-394 | 6Tây Yên Mạt Đế Mộ Dung Vĩnh ?-386-394 | 6Tây Yên Mạt Đế Mộ Dung Vĩnh ?-386-394 | 6Tây Yên Mạt Đế Mộ Dung Vĩnh ?-386-394 |  |  |  |  |  |  |  |  |  |  |  |  |  |  |  |  |  |  |  |  |  |  |  |  |  |  |
|                                           |                                           |                                           |                                           |                                           |                                           |  |  |                                                      |                                                      |                                                      |                                                      |                                                      |                                                      |  |  |                                           |                                           |                                           |                                           |                                           |                                           |           |  |                                      |                                      |                                      |                                      |                                      |                                      |  |  |                                                       |                                                       |                                                       |                                                       |                                                       |                                                       |  |  |                                     |                                     |                                     |                                     |                                     |                                     |  |  |                                                   |                                           |                                           |                                           |                                           |                                           |  |  |                                              |                                              |                                              |                                              |                                              |                                              |  |  |                                   |                                   |                                   |                                   |                                   |                                   |  |  |                                          |                                          |                                          |                                          |                                          |                                          |  |  |                                             |                                             |                                             |                                             |                                             |                                             |  |  |                                        |                                        |                                        |                                        |                                        |                                        |  |  |  |  |  |  |  |  |  |  |  |  |  |  |  |  |  |  |  |  |  |  |  |  |  |  |
| 3Tiền Yên U Đế Mộ Dung Vĩ 350-360-370-384 | 3Tiền Yên U Đế Mộ Dung Vĩ 350-360-370-384 | 3Tiền Yên U Đế Mộ Dung Vĩ 350-360-370-384 | 3Tiền Yên U Đế Mộ Dung Vĩ 350-360-370-384 | 3Tiền Yên U Đế Mộ Dung Vĩ 350-360-370-384 | 3Tiền Yên U Đế Mộ Dung Vĩ 350-360-370-384 |  |  | 1Tây Yên Tế Bắc Vương Mộ Dung Hoằng ?-384            | 1Tây Yên Tế Bắc Vương Mộ Dung Hoằng ?-384            | 1Tây Yên Tế Bắc Vương Mộ Dung Hoằng ?-384            | 1Tây Yên Tế Bắc Vương Mộ Dung Hoằng ?-384            | 1Tây Yên Tế Bắc Vương Mộ Dung Hoằng ?-384            | 1Tây Yên Tế Bắc Vương Mộ Dung Hoằng ?-384            |  |  | 2Tây Yên Uy Đế Mộ Dung Xung 359-384-386   | 2Tây Yên Uy Đế Mộ Dung Xung 359-384-386   | 2Tây Yên Uy Đế Mộ Dung Xung 359-384-386   | 2Tây Yên Uy Đế Mộ Dung Xung 359-384-386   | 2Tây Yên Uy Đế Mộ Dung Xung 359-384-386   | 2Tây Yên Uy Đế Mộ Dung Xung 359-384-386   |           |  | Yên Hiến Trang Đế Mộ Dung Lệnh ?-370 | Yên Hiến Trang Đế Mộ Dung Lệnh ?-370 | Yên Hiến Trang Đế Mộ Dung Lệnh ?-370 | Yên Hiến Trang Đế Mộ Dung Lệnh ?-370 | Yên Hiến Trang Đế Mộ Dung Lệnh ?-370 | Yên Hiến Trang Đế Mộ Dung Lệnh ?-370 |  |  | 2Hậu Yên Huệ Mẫn Đế Mộ Dung Bảo 355-396-398           | 2Hậu Yên Huệ Mẫn Đế Mộ Dung Bảo 355-396-398           | 2Hậu Yên Huệ Mẫn Đế Mộ Dung Bảo 355-396-398           | 2Hậu Yên Huệ Mẫn Đế Mộ Dung Bảo 355-396-398           | 2Hậu Yên Huệ Mẫn Đế Mộ Dung Bảo 355-396-398           | 2Hậu Yên Huệ Mẫn Đế Mộ Dung Bảo 355-396-398           |  |  | Triệu Vương Mộ Dung Lân ?-397-398   | Triệu Vương Mộ Dung Lân ?-397-398   | Triệu Vương Mộ Dung Lân ?-397-398   | Triệu Vương Mộ Dung Lân ?-397-398   | Triệu Vương Mộ Dung Lân ?-397-398   | Triệu Vương Mộ Dung Lân ?-397-398   |  |  | Khai Phong công Mộ Dung Tường ?-397               | Khai Phong công Mộ Dung Tường ?-397       | Khai Phong công Mộ Dung Tường ?-397       | Khai Phong công Mộ Dung Tường ?-397       | Khai Phong công Mộ Dung Tường ?-397       | Khai Phong công Mộ Dung Tường ?-397       |  |  | 4Hậu Yên Chiêu Văn Đế Mộ Dung Hi 385-401-407 | 4Hậu Yên Chiêu Văn Đế Mộ Dung Hi 385-401-407 | 4Hậu Yên Chiêu Văn Đế Mộ Dung Hi 385-401-407 | 4Hậu Yên Chiêu Văn Đế Mộ Dung Hi 385-401-407 | 4Hậu Yên Chiêu Văn Đế Mộ Dung Hi 385-401-407 | 4Hậu Yên Chiêu Văn Đế Mộ Dung Hi 385-401-407 |  |  | 3Tây Yên Vương Mộ Dung Nghĩ ?-386 | 3Tây Yên Vương Mộ Dung Nghĩ ?-386 | 3Tây Yên Vương Mộ Dung Nghĩ ?-386 | 3Tây Yên Vương Mộ Dung Nghĩ ?-386 | 3Tây Yên Vương Mộ Dung Nghĩ ?-386 | 3Tây Yên Vương Mộ Dung Nghĩ ?-386 |  |  | 2Nam Yên Văn Đế Mộ Dung Siêu 385-405-410 | 2Nam Yên Văn Đế Mộ Dung Siêu 385-405-410 | 2Nam Yên Văn Đế Mộ Dung Siêu 385-405-410 | 2Nam Yên Văn Đế Mộ Dung Siêu 385-405-410 | 2Nam Yên Văn Đế Mộ Dung Siêu 385-405-410 | 2Nam Yên Văn Đế Mộ Dung Siêu 385-405-410 |  |  |                                             |                                             |                                             |                                             |                                             |                                             |  |  |                                        |                                        |                                        |                                        |                                        |                                        |  |  |  |  |  |  |  |  |  |  |  |  |  |  |  |  |  |  |  |  |  |  |  |  |  |  |
| 3Tiền Yên U Đế Mộ Dung Vĩ 350-360-370-384 | 3Tiền Yên U Đế Mộ Dung Vĩ 350-360-370-384 | 3Tiền Yên U Đế Mộ Dung Vĩ 350-360-370-384 | 3Tiền Yên U Đế Mộ Dung Vĩ 350-360-370-384 | 3Tiền Yên U Đế Mộ Dung Vĩ 350-360-370-384 | 3Tiền Yên U Đế Mộ Dung Vĩ 350-360-370-384 |  |  | 1Tây Yên Tế Bắc Vương Mộ Dung Hoằng ?-384            | 1Tây Yên Tế Bắc Vương Mộ Dung Hoằng ?-384            | 1Tây Yên Tế Bắc Vương Mộ Dung Hoằng ?-384            | 1Tây Yên Tế Bắc Vương Mộ Dung Hoằng ?-384            | 1Tây Yên Tế Bắc Vương Mộ Dung Hoằng ?-384            | 1Tây Yên Tế Bắc Vương Mộ Dung Hoằng ?-384            |  |  | 2Tây Yên Uy Đế Mộ Dung Xung 359-384-386   | 2Tây Yên Uy Đế Mộ Dung Xung 359-384-386   | 2Tây Yên Uy Đế Mộ Dung Xung 359-384-386   | 2Tây Yên Uy Đế Mộ Dung Xung 359-384-386   | 2Tây Yên Uy Đế Mộ Dung Xung 359-384-386   | 2Tây Yên Uy Đế Mộ Dung Xung 359-384-386   |           |  | Yên Hiến Trang Đế Mộ Dung Lệnh ?-370 | Yên Hiến Trang Đế Mộ Dung Lệnh ?-370 | Yên Hiến Trang Đế Mộ Dung Lệnh ?-370 | Yên Hiến Trang Đế Mộ Dung Lệnh ?-370 | Yên Hiến Trang Đế Mộ Dung Lệnh ?-370 | Yên Hiến Trang Đế Mộ Dung Lệnh ?-370 |  |  | 2Hậu Yên Huệ Mẫn Đế Mộ Dung Bảo 355-396-398           | 2Hậu Yên Huệ Mẫn Đế Mộ Dung Bảo 355-396-398           | 2Hậu Yên Huệ Mẫn Đế Mộ Dung Bảo 355-396-398           | 2Hậu Yên Huệ Mẫn Đế Mộ Dung Bảo 355-396-398           | 2Hậu Yên Huệ Mẫn Đế Mộ Dung Bảo 355-396-398           | 2Hậu Yên Huệ Mẫn Đế Mộ Dung Bảo 355-396-398           |  |  | Triệu Vương Mộ Dung Lân ?-397-398   | Triệu Vương Mộ Dung Lân ?-397-398   | Triệu Vương Mộ Dung Lân ?-397-398   | Triệu Vương Mộ Dung Lân ?-397-398   | Triệu Vương Mộ Dung Lân ?-397-398   | Triệu Vương Mộ Dung Lân ?-397-398   |  |  | Khai Phong công Mộ Dung Tường ?-397               | Khai Phong công Mộ Dung Tường ?-397       | Khai Phong công Mộ Dung Tường ?-397       | Khai Phong công Mộ Dung Tường ?-397       | Khai Phong công Mộ Dung Tường ?-397       | Khai Phong công Mộ Dung Tường ?-397       |  |  | 4Hậu Yên Chiêu Văn Đế Mộ Dung Hi 385-401-407 | 4Hậu Yên Chiêu Văn Đế Mộ Dung Hi 385-401-407 | 4Hậu Yên Chiêu Văn Đế Mộ Dung Hi 385-401-407 | 4Hậu Yên Chiêu Văn Đế Mộ Dung Hi 385-401-407 | 4Hậu Yên Chiêu Văn Đế Mộ Dung Hi 385-401-407 | 4Hậu Yên Chiêu Văn Đế Mộ Dung Hi 385-401-407 |  |  | 3Tây Yên Vương Mộ Dung Nghĩ ?-386 | 3Tây Yên Vương Mộ Dung Nghĩ ?-386 | 3Tây Yên Vương Mộ Dung Nghĩ ?-386 | 3Tây Yên Vương Mộ Dung Nghĩ ?-386 | 3Tây Yên Vương Mộ Dung Nghĩ ?-386 | 3Tây Yên Vương Mộ Dung Nghĩ ?-386 |  |  | 2Nam Yên Văn Đế Mộ Dung Siêu 385-405-410 | 2Nam Yên Văn Đế Mộ Dung Siêu 385-405-410 | 2Nam Yên Văn Đế Mộ Dung Siêu 385-405-410 | 2Nam Yên Văn Đế Mộ Dung Siêu 385-405-410 | 2Nam Yên Văn Đế Mộ Dung Siêu 385-405-410 | 2Nam Yên Văn Đế Mộ Dung Siêu 385-405-410 |  |  |                                             |                                             |                                             |                                             |                                             |                                             |  |  |                                        |                                        |                                        |                                        |                                        |                                        |  |  |  |  |  |  |  |  |  |  |  |  |  |  |  |  |  |  |  |  |  |  |  |  |  |  |
|                                           |                                           |                                           |                                           |                                           |                                           |  |  |                                                      |                                                      |                                                      |                                                      |                                                      |                                                      |  |  |                                           |                                           |                                           |                                           |                                           |                                           |           |  |                                      |                                      |                                      |                                      |                                      |                                      |  |  |                                                       |                                                       |                                                       |                                                       |                                                       |                                                       |  |  |                                     |                                     |                                     |                                     |                                     |                                     |  |  |                                                   |                                           |                                           |                                           |                                           |                                           |  |  |                                              |                                              |                                              |                                              |                                              |                                              |  |  |                                   |                                   |                                   |                                   |                                   |                                   |  |  |                                          |                                          |                                          |                                          |                                          |                                          |  |  |                                             |                                             |                                             |                                             |                                             |                                             |  |  |                                        |                                        |                                        |                                        |                                        |                                        |  |  |  |  |  |  |  |  |  |  |  |  |  |  |  |  |  |  |  |  |  |  |  |  |  |  |
|                                           |                                           |                                           |                                           |                                           |                                           |  |  | 5Tây Yên Đế Mộ Dung Trung ?-386                      | 5Tây Yên Đế Mộ Dung Trung ?-386                      | 5Tây Yên Đế Mộ Dung Trung ?-386                      | 5Tây Yên Đế Mộ Dung Trung ?-386                      | 5Tây Yên Đế Mộ Dung Trung ?-386                      | 5Tây Yên Đế Mộ Dung Trung ?-386                      |  |  | 4Tây Yên Đế Mộ Dung Dao ?-386             | 4Tây Yên Đế Mộ Dung Dao ?-386             | 4Tây Yên Đế Mộ Dung Dao ?-386             | 4Tây Yên Đế Mộ Dung Dao ?-386             | 4Tây Yên Đế Mộ Dung Dao ?-386             | 4Tây Yên Đế Mộ Dung Dao ?-386             |           |  |                                      |                                      |                                      |                                      |                                      |                                      |  |  | 3Hậu Yên Chiêu Vũ Đế Mộ Dung Thịnh 373-398-401        | 3Hậu Yên Chiêu Vũ Đế Mộ Dung Thịnh 373-398-401        | 3Hậu Yên Chiêu Vũ Đế Mộ Dung Thịnh 373-398-401        | 3Hậu Yên Chiêu Vũ Đế Mộ Dung Thịnh 373-398-401        | 3Hậu Yên Chiêu Vũ Đế Mộ Dung Thịnh 373-398-401        | 3Hậu Yên Chiêu Vũ Đế Mộ Dung Thịnh 373-398-401        |  |  | 1Bắc Yên Huệ Ý Đế Cao Vân ?-407-409 | 1Bắc Yên Huệ Ý Đế Cao Vân ?-407-409 | 1Bắc Yên Huệ Ý Đế Cao Vân ?-407-409 | 1Bắc Yên Huệ Ý Đế Cao Vân ?-407-409 | 1Bắc Yên Huệ Ý Đế Cao Vân ?-407-409 | 1Bắc Yên Huệ Ý Đế Cao Vân ?-407-409 |  |  | 2Bắc Yên Văn Thành Đế Phùng Bạt ?-409-430         | 2Bắc Yên Văn Thành Đế Phùng Bạt ?-409-430 | 2Bắc Yên Văn Thành Đế Phùng Bạt ?-409-430 | 2Bắc Yên Văn Thành Đế Phùng Bạt ?-409-430 | 2Bắc Yên Văn Thành Đế Phùng Bạt ?-409-430 | 2Bắc Yên Văn Thành Đế Phùng Bạt ?-409-430 |  |  |                                              |                                              |                                              |                                              |                                              |                                              |  |  |                                   |                                   |                                   |                                   |                                   |                                   |  |  |                                          |                                          |                                          |                                          |                                          |                                          |  |  |                                             |                                             |                                             |                                             |                                             |                                             |  |  |                                        |                                        |                                        |                                        |                                        |                                        |  |  |  |  |  |  |  |  |  |  |  |  |  |  |  |  |  |  |  |  |  |  |  |  |  |  |
|                                           |                                           |                                           |                                           |                                           |                                           |  |  | 5Tây Yên Đế Mộ Dung Trung ?-386                      | 5Tây Yên Đế Mộ Dung Trung ?-386                      | 5Tây Yên Đế Mộ Dung Trung ?-386                      | 5Tây Yên Đế Mộ Dung Trung ?-386                      | 5Tây Yên Đế Mộ Dung Trung ?-386                      | 5Tây Yên Đế Mộ Dung Trung ?-386                      |  |  | 4Tây Yên Đế Mộ Dung Dao ?-386             | 4Tây Yên Đế Mộ Dung Dao ?-386             | 4Tây Yên Đế Mộ Dung Dao ?-386             | 4Tây Yên Đế Mộ Dung Dao ?-386             | 4Tây Yên Đế Mộ Dung Dao ?-386             | 4Tây Yên Đế Mộ Dung Dao ?-386             |           |  |                                      |                                      |                                      |                                      |                                      |                                      |  |  | 3Hậu Yên Chiêu Vũ Đế Mộ Dung Thịnh 373-398-401        | 3Hậu Yên Chiêu Vũ Đế Mộ Dung Thịnh 373-398-401        | 3Hậu Yên Chiêu Vũ Đế Mộ Dung Thịnh 373-398-401        | 3Hậu Yên Chiêu Vũ Đế Mộ Dung Thịnh 373-398-401        | 3Hậu Yên Chiêu Vũ Đế Mộ Dung Thịnh 373-398-401        | 3Hậu Yên Chiêu Vũ Đế Mộ Dung Thịnh 373-398-401        |  |  | 1Bắc Yên Huệ Ý Đế Cao Vân ?-407-409 | 1Bắc Yên Huệ Ý Đế Cao Vân ?-407-409 | 1Bắc Yên Huệ Ý Đế Cao Vân ?-407-409 | 1Bắc Yên Huệ Ý Đế Cao Vân ?-407-409 | 1Bắc Yên Huệ Ý Đế Cao Vân ?-407-409 | 1Bắc Yên Huệ Ý Đế Cao Vân ?-407-409 |  |  | 2Bắc Yên Văn Thành Đế Phùng Bạt ?-409-430         | 2Bắc Yên Văn Thành Đế Phùng Bạt ?-409-430 | 2Bắc Yên Văn Thành Đế Phùng Bạt ?-409-430 | 2Bắc Yên Văn Thành Đế Phùng Bạt ?-409-430 | 2Bắc Yên Văn Thành Đế Phùng Bạt ?-409-430 | 2Bắc Yên Văn Thành Đế Phùng Bạt ?-409-430 |  |  |                                              |                                              |                                              |                                              |                                              |                                              |  |  |                                   |                                   |                                   |                                   |                                   |                                   |  |  |                                          |                                          |                                          |                                          |                                          |                                          |  |  |                                             |                                             |                                             |                                             |                                             |                                             |  |  |                                        |                                        |                                        |                                        |                                        |                                        |  |  |  |  |  |  |  |  |  |  |  |  |  |  |  |  |  |  |  |  |  |  |  |  |  |  |
|                                           |                                           |                                           |                                           |                                           |                                           |  |  |                                                      |                                                      |                                                      |                                                      |                                                      |                                                      |  |  |                                           |                                           |                                           |                                           |                                           |                                           |           |  |                                      |                                      |                                      |                                      |                                      |                                      |  |  |                                                       |                                                       |                                                       |                                                       |                                                       |                                                       |  |  |                                     |                                     |                                     |                                     |                                     |                                     |  |  | 1Bắc Yên Chiêu Thành Đế Phùng Hoằng ?-430-436-438 |                                           |                                           |                                           |                                           |                                           |  |  |                                              |                                              |                                              |                                              |                                              |                                              |  |  |                                   |                                   |                                   |                                   |                                   |                                   |  |  |                                          |                                          |                                          |                                          |                                          |                                          |  |  |                                             |                                             |                                             |                                             |                                             |                                             |  |  |                                        |                                        |                                        |                                        |                                        |                                        |  |  |  |  |  |  |  |  |  |  |  |  |  |  |  |  |  |  |  |  |  |  |  |  |  |  |

| Miếu hiệu | Thuỵ hiệu           | Họ tên                                   | Thời gian cai trị | Niên hiệu               |
| --- | ------------------- | ---------------------------------------- | ----------------- | ----------------------- |
| Không có | Huệ Đế 惠懿         | Mộ Dung Vân 慕容云 1 hoặc Cao Vân 高云 1 | 407-409           | Chính Thủy 正始 407-409 |
| Thái Tổ 太祖 | Văn Thành Đế 文成   | Phùng Bạt 馮跋                           | 409-430           | Thái Bình 太平 409-430  |
| Không có | Chiêu Thành Đế 昭成 | Phùng Hoằng 馮弘                         | 430-436           | Thái Hưng 大興 431-436  |
| 1 Cao Vân là tên gốc, đổi ra họ Mộ Dung của quý tộc nhà Hậu Yên vì làm con nuôi của Vua Hậu Yên Mộ Dung Bảo. Có tài liệu tính Mộ Dung Vân là vua cuối cùng nhà Hậu Yên, do đó Phùng Bạt được xem là người mở đầu nhà Bắc Yên vào năm 409. |                     |                                          |                   |                         |